# Federazione pallavolistica d'Israele
La Federazione israeliana di pallavolo (heb. Igud HaKadur'af BeIsrael, IVA) è un'organizzazione fondata per governare la pratica della pallavolo in Israele.
Organizza il campionato maschile e femminile, e pone sotto la propria egida la nazionale maschile e femminile.
Ha aderito alla FIVB nel 1990.